# Irak op de Olympische Zomerspelen 1980
Irak nam deel aan de Olympische Zomerspelen 1980 in Moskou, Sovjet-Unie. Er werden geen medailles gewonnen.

## Deelnemers en resultaten
(m) = mannen, (v) = vrouwen 

### Atletiek
| Olympiër                                                                         | Discipline             | Resultaat | Prestatie                                          |
| -------------------------------------------------------------------------------- | ---------------------- | --------- | -------------------------------------------------- |
| Hussain Ali Nasayyif                                                             | 400m (m)               | 32e       | serie 6: 4de in 48,03 kwartfinale 4: 8ste in 48,50 |
| Abdul Jabbar Rahima                                                              | 110m horden (m)        | 18e       | serie 2: 7de in 14,89                              |
| Hussain Ali Nasayyif Ali Hassan Kadhum Fahim Abdul Al-Sada Abbas Murshid Al-Aibi | 4x400m (m)             | 15e       | serie 3: 4de in 3,10,5                             |
| Moujhed Fahid Khalifa                                                            | hink-stap-springen (m) | 14e       | kwalificatie: 14de met 15,86m                      |

### Boksen
| Olympiër              | Discipline  | Resultaat | Prestatie |
| --------------------- | ----------- | --------- | --- |
| Farid Salman Makhdi   | -48kg (m)   | 9e        | 1ste ronde: vrij 2de ronde: V van CUB Ramos: 0-5                                                                                          |
| Samir Khenyab         | -51kg (m)   | 17e       | 1ste ronde: V van IRL Russell: 0-5 |
| Ali Abdul Zahra Jawad | -57kg (m)   | 33e       | 1ste ronde: V van MGL Otgonbayar: 1-4 |
| Farouk Chanchoun      | -63,5kg (m) | 5e        | 1ste ronde: W van NGR Peters: 5-0 2de ronde: W van UGA Mundunga: knock-out kwartfinale: V van CUB Aguilar: scheidsrechterlijke beslissing |
| Sadie Jaffar Mohammed | -67kg (m)   | 9e        | 1ste ronde: vrij 2de ronde: V van BUL Yankov: 0-5                                                                                         |
| Salah Jassim Beden    | -71kg (m)   | 9e        | 1ste ronde: vrij 2de ronde: V van URS Koshkin: knock-out                                                                                  |
| Ismail Salman         | -81kg (m)   | 9e        | 1ste ronde: V van CUB Rojas: 0-5 |

### Gewichtheffen
| Olympiër                  | Discipline  | Resultaat | Prestatie                                                        |
| ------------------------- | ----------- | --------- | ---------------------------------------------------------------- |
| Abdul Karim Gizar         | -56kg (m)   | 12e       | trekken: 8ste met 105kg stoten: 11de met 135kg totaal: 240kg     |
| Fajsal Matloub Fathi      | -60kg (m)   | 10e       | trekken: 8ste met 115kg stoten: 11de met 137,5kg totaal: 252,5kg |
| Mohammed Yaseen Mohammed  | -67,5kg (m) | 10e       | trekken: 14de met 120kg stoten: 18de met 145kg totaal: 270kg     |
| Talal Hassoun Abdul Kader | -67,5kg (m) | 11e       | trekken: 10de met 145kg stoten: 11de met 177,5kg totaal: 322,5kg |
| Ali Abdul Kader Maneer    | -67,5kg (m) | 11e       | trekken: 11de met 135kg stoten: 11de met 165kg totaal: 300kg     |

### Voetbal
| Olympiër | Discipline | Resultaat | Prestatie                                                                                                |
| --- | ---------- | --------- | --- |
| Fatah Nsaief Kadhim Shibib Adnan Dirjal Hassan Farhan Wathiq Aswad Ibrahim Ali Alaa Ahmed Hadi Ahmed Abdullah Abdul-Wahid Jamal Ali Saad Jassim Falah Hassan Ali Kadhim Nazar Ashraf Thamir Yousif Hussein Saeed Adil Khdhayir | mannen     | 6e        | groep D: 2de W van Costa Rica: 3-0 G van Finland: 0-0 G van Joegoslavië: 1-1 kwartfinale: V van DDR: 0-4 |

| Groep D |             |             |             |             |             |            |            |            |        |
| #       | Land        | Wedstrijden | Wedstrijden | Wedstrijden | Wedstrijden | Doelpunten | Doelpunten | Doelpunten | Punten |
| #       | Land        | G           | W           | G           | V           | V          | T          | Saldo      | Punten |
| 1       | Joegoslavië | 3           | 2           | 1           | 0           | 6          | 3          | +3         | 5      |
| 2       | Irak        | 3           | 1           | 2           | 0           | 4          | 1          | +3         | 4      |
| 3       | Finland     | 3           | 1           | 1           | 1           | 3          | 2          | +1         | 3      |
| 4       | Costa Rica  | 3           | 0           | 0           | 3           | 2          | 9          | -7         | 0      |

| Ronde       | Datum | Plaats      | Land | Score      | Land |
| ----------- | ----- | ----------- | ---- | ---------- | ---- |
| Groepsfase  |       |             |      |            |      |
| 21 juli     | Kiev  | Irak        | 3-0  | Costa Rica |      |
| 23 juli     | Kiev  | Finland     | 0-0  | Irak       |      |
| 25 juli     | Minsk | Joegoslavië | 1-1  | Irak       |      |
| Kwartfinale |       |             |      |            |      |
| 27 juli     | Kiev  | DDR         | 4-0  | Irak       |      |

### Worstelen
| Olympiër                  | Discipline  | Resultaat   | Prestatie |
| Vrije stijl               | Vrije stijl | Vrije stijl | Vrije stijl |
| ------------------------- | ----------- | ----------- | --- |
| Mohammed Qassim Jabbar    | -48kg (m)   | 12e         | 1ste ronde: V van AFG Aktar 2de ronde: V van PRK Jang                                                                |
| Karim Salman Muhsin       | -57kg (m)   | 7e          | 1ste ronde: V van HUN Németh 2de ronde: W van VIE Van Ty 3de ronde: W van PER Hurtado 4de ronde: V van MGL Oyuunbold |
| Ali Hussain Faris         | -68kg (m)   | 7e          | 1ste ronde: W van SYR Tuleimat 2de ronde: V van ROU Duşa 3de ronde: vrij 4de ronde: V van IND Singh                  |
| Ibrahim Khalil Juma       | -74kg (m)   | 13e         | 1ste ronde: V van POL Ścigalski 2de ronde: V van MGL Davaajav                                                        |
| Abdul Rahman Mohammed     | -82kg (m)   | 14e         | 1ste ronde: V van YUG Memedi 2de ronde: V van URS Aratsilov                                                          |
| Safaa Ali Nema            | -90kg (m)   | 11e         | 1ste ronde: V van FRA Andanson 2de ronde: V van MGL Tserentogtokh                                                    |
| Grieks-Romeins            |             |             | |
| Hazim Abdulridha          | -52kg (m)   | 9e          | 1ste ronde: V van HUN Rácz 2de ronde: V van TCH Jelínek                                                              |
| Mohammed Moustafa Mahmoud | -68kg (m)   | 12e         | 1ste ronde: V van MGL Bold 2de ronde: V van SWE Skiöld                                                               |
| Ahmed Lutfi Shihad        | -74kg (m)   | 10e         | 1ste ronde: V van ROU Minea 2de ronde: V van FIN Hutala                                                              |

Afghanistan · Algerije · Andorra · Angola · Australië · België · Benin · Birma · Botswana · Brazilië · Bulgarije · Colombia · Congo-Brazzaville · Costa Rica · Cuba · Cyprus · Denemarken · Dominicaanse Republiek · Duitse Democratische Republiek · Ecuador · Ethiopië · Finland · Frankrijk · Griekenland · Groot-Brittannië · Guatemala · Guinee · Guyana · Hongarije · Ierland · IJsland · India · Irak · Italië · Jamaica · Joegoslavië · Jordanië · Kameroen · Koeweit · Laos · Lesotho · Libanon · Liberia · Libië · Luxemburg · Madagaskar · Mali · Malta · Mexico · Mongolië · Mozambique · Nederland · Nepal · Nicaragua · Nieuw-Zeeland · Nigeria · Noord-Korea · Oeganda · Oostenrijk · Peru · Polen · Portugal · Puerto Rico · Roemenië · San Marino · Senegal · Seychellen · Sierra Leone · Sovjet-Unie · Spanje · Sri Lanka · Syrië · Tanzania · Trinidad en Tobago · Tsjecho-Slowakije · Venezuela · Vietnam · Zambia · Zimbabwe · Zweden · Zwitserland